# Xã Washington, Quận Stark, Ohio
Xã Washington (tiếng Anh: Washington Township) là một xã thuộc quận Stark, tiểu bang Ohio, Hoa Kỳ. Năm 2010, dân số của xã này là 4.626 người.